# Маленька біданка
Мале́нька біда́нка — ботанічна пам'ятка природи місцевого значення. Розташована на території Стрижавської селищної ради Вінницького району Вінницької області (Вінницьке лісництво, кв. 27, вид. 8) поблизу смт Стрижавка. 
Оголошена відповідно до Рішення Вінницького облвиконкому від 29.08.1984 р. № 371. 
Охороняється цінна ділянка лісу з участю порід: псевдотсуги, сосни чорної, оксамитової та амурської ялини, ялівця.

## Галерея

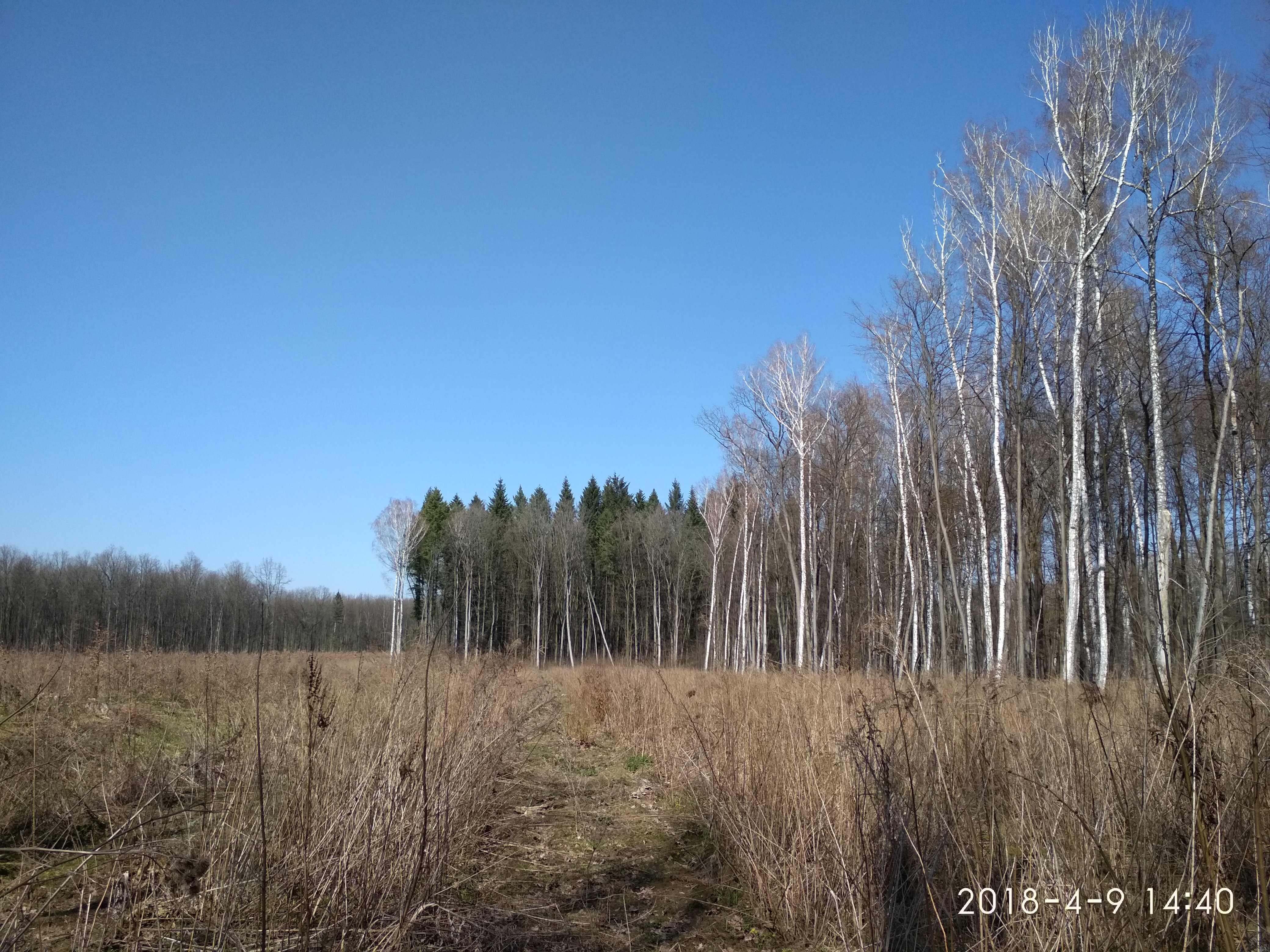
Вид на пам'ятку із вирубки сусіднього виділу
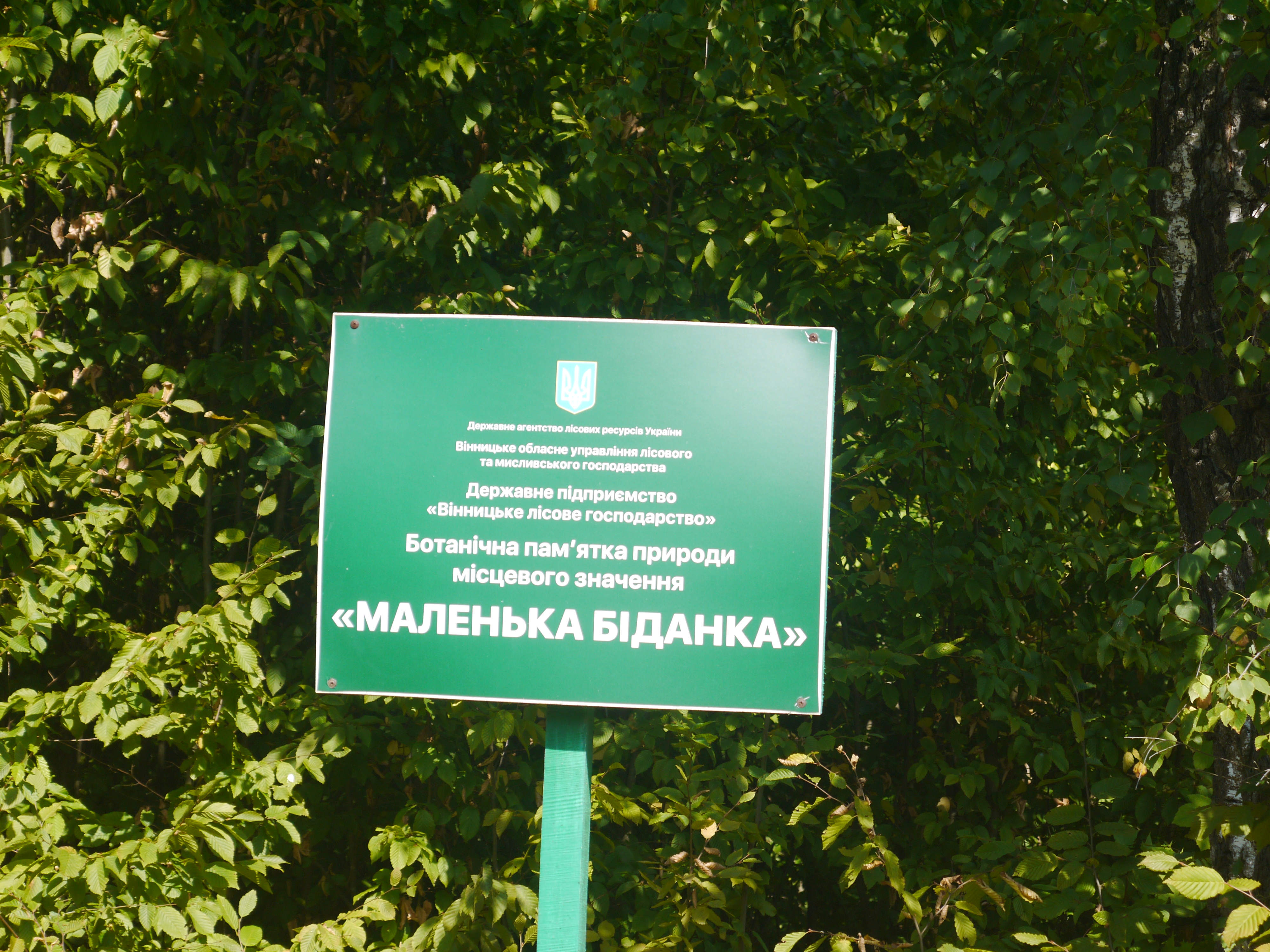
Інформаційна табличка пам'ятки